# Юлия Навалная
Ю̀лия Борѝсовна Нава̀лная (на руски: Юлия Борисовна Навальная) е руска общественичка и икономистка по образование, вдовица на руския опозиционен лидер Алексей Навални. Била е член на руската опозиционна партия „Яблоко“ (2000 – 2011). Участничка в документалния филм „Навални“, заснет през 2022 г.

## Биография
Родена е на 24 юли 1976 г. в Москва (по рождение Юлия Борисовна Абросимова), в семейството на руския учен Борис Александрович Абросимов (1952 – 1996) и служителка в Министерството на леката промишленост. Родителите ѝ се развеждат, когато тя е в пети клас, а майка ѝ се омъжва втори път за служител на Държавния комитет за планиране на СССР. Юлия завършва висшето си образование във Факултета по международни икономически отношения на Руския икономически университет „Георгий Плеханов“, а по-късно е на стаж в чужбина, където учи в аспирантура.